# Ioánnis Grívas
Ioánnis Grívas (em grego:  Ιωάννης Γρίβας; Kato Tithorea, 23 de fevereiro de 1923 – Atenas, 27 de novembro de 2016) foi um político da Grécia. Ocupou, como interino, o cargo de primeiro-ministro da Grécia entre 11 de outubro de 1989 a 23 de novembro de 1989.